# Thakhek
Thakhek (in lao ທ່າແຂກ) è una città del Laos, capoluogo del distretto di Thakhek e della provincia di Khammouan.

## Geografia fisica

### Territorio
Thakhek è affacciata sulla riva sinistra del Mekong, che fa da confine con la Thailandia. Sul lato opposto del fiume vi è la città thailandese di Nakhon Phanom alla quale è collegata dal terzo ponte dell'amicizia thai-lao, inaugurato nel 2011. Thakhek si trova 337 chilometri a sud-est della capitale Vientiane lungo la strada statale 13. Il territorio è pianeggiante con alcune colline nei dintorni, che si trovano tra la zona carsica dell'Indocina centrale e i primi contrafforti della catena Annamita, oltre la quale si trova il Vietnam.

### Clima
Il clima è tropicale, con molta pioggia in estate e poca in inverno. Nella classificazione dei climi di Köppen Thakhek rientra nella categoria Aw, clima secco da savana. La temperatura media annua è di 25,7 °C e le precipitazioni medie annue sono di 2353 mm. Il mese più secco è gennaio, durante il quale piovono in media 4 mm, mentre il più piovoso è agosto con 562 mm. La media più bassa delle temperature minime mensili è in gennaio con 13,8 °C, e nello stesso mese la media delle massime è di 28,5 °C. La media più alta delle temperature massime mensili è in aprile con 34,4 °C, nello stesso mese la media delle minime è di 23 °C. La stagione fresca va approssimativamente da ottobre a febbraio, quella secca da febbraio ad aprile e quella piovosa da maggio a settembre.